# Фігурне катання на зимових Олімпійських іграх 1928

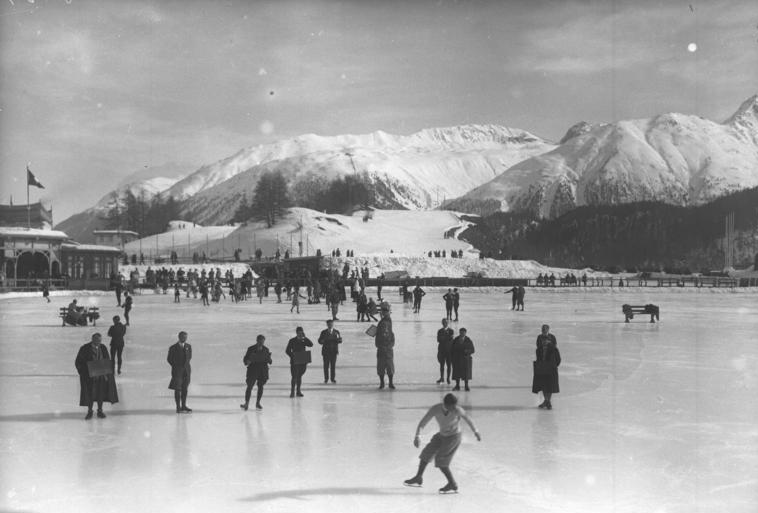
Змагання з фігурного катання на Олімпіаді-1928

Змагання з фігурного катання на Зимових Олімпійських іграх 1928 проходили в трьох дисциплінах: чоловіче та жіноче одиночне катання та в парах. Змагання проходили з вівторка 14-го по неділю 19 лютого 1928 року в Санкт-Моріці, у парку «Бадротц» на природній ковзанці 40×35 м з 4 700 місць.
У зв'язку з потеплінням відбувалась дискусія щодо перенесення змагань на внутрішню ковзанку в Берліні чи Лондоні. Але до прийняття рішення погода покращилась і змагання були проведені в Санкт-Моріці, а особливо небезпечні місця були позначені червоними прапорцями.
Наймолодшим фігуристом на Олімпіаді-1928 була норвежка Соня Гені (15 років та 312 днів), а найстаршим — фін Волтер Якобссон (46 років та 9 днів).

## Календар
| • | Церемонія відкриття | • | Основна програма | • | Фінальні змагання | • | Церемонія закриття |

| лютий                     | 11 Сб | 12 Нд | 13 Пн | 14 Вт | 15 Ср | 16 Чт | 17 Пт | 18 Сб | 19 Нд |
| ------------------------- | ----- | ----- | ----- | ----- | ----- | ----- | ----- | ----- | ----- |
| чоловіче одиночне катання |       |       |       | •     |       | •     | •     |       |       |
| жіноче одиночне катання   |       |       |       |       |       | •     | •     | •     |       |
| парне катання             |       |       |       |       |       |       |       |       | •     |
| церемонії                 | •     |       |       |       |       |       |       |       | •     |

## Країни-учасниці
У змаганні брало участь 51 фігуристів (23 чоловіка та 28 жінок) з 12 країн (11/11).
- Австрія (9: чоловіків — 4; жінок — 5)
- Бельгія (2: чоловіків — 1; жінок — 1)
- Канада (5: чоловіків — 2; жінок — 3)
- Чехословаччина (3: чоловіків — 2; жінок — 1)
- Фінляндія (3: чоловіків — 2; жінок — 1)
- Франція (3: чоловіків — 1; жінок — 2)
- Німеччина (8: чоловіків — 3; жінок — 5)
- Велика Британія (5: чоловіків — 3; жінок — 2)
- Норвегія (4: чоловіків — 0; жінок — 4)
- Швеція (1: чоловіків — 1; жінок — 0)
- Швейцарія (2: чоловіків — 1; жінок — 1)
- США (6: чоловіків — 3; жінок — 3)

## Медальний залік

### Таблиця
| Місце  | Країна   | Золото | Срібло | Бронза | Загалом |
| ------ | -------- | ------ | ------ | ------ | ------- |
| 1      | Швеція   | 1      | 0      | 0      | 1       |
| 1      | Норвегія | 1      | 0      | 0      | 1       |
| 1      | Франція  | 1      | 0      | 0      | 1       |
| 4      | Австрія  | 0      | 3      | 1      | 4       |
| 5      | Бельгія  | 0      | 0      | 1      | 1       |
| 5      | США      | 0      | 0      | 1      | 1       |
| Усього | Усього   | 3      | 3      | 3      | 9       |

### Медалісти
| Дисципліна                | Золото                              | Срібло                              | Бронза                                   |
| ------------------------- | ----------------------------------- | ----------------------------------- | ---------------------------------------- |
| чоловіче одиночне катання | Гілліс Графстрем · Швеція           | Віллі Бекль · Австрія               | Роберт ван Зеброк · Бельгія              |
| жіноче одиночне катання   | Соня Гені · Норвегія                | Фрітці Бургер · Австрія             | Беатрікс Лоґран · США                    |
| парне катання             | Андре Джолі · П'єрр Брюне · Франція | Ліллі Шольц · Отто Кайзер · Австрія | Мелітта Бруннер · Людвіг Вреде · Австрія |